# One Piece Film: Gold
One Piece Film: Gold — японський анімаційний фентезійний пригодницький фільм 2016 року, зрежисований Хіроакі Міямото та створений студією Toei Animation. Фільм є частиною серії фільмів One Piece, заснованої на однойменній манзі, написаній та проілюстрованій Еїчіро Одою. Світова прем'єра стрічки відбулася 15 липня 2016 року в готелі Emirates Palace в Абу-Дабі, а японська прем'єра — 23 липня 2016 року.

## Сюжет
Пірати Солом’яного капелюха прибувають на Ґран Тесоро — корабель, що водночас є містом розваг і незалежною державою, якою править Ґілдо Тесоро. Консьєржка на ім’я Баккарат надає піратам VIP-прийом завдяки їхній славі та позичає їм великі суми грошей для участі в азартних іграх. Вони беруть участь у різних іграх і виграють багато грошей. Згодом Баккарат веде їх до VIP-зали, де знайомить із Тесоро, який кидає їм виклик у грі в кості.
Однак Баккарат використовує силу свого диявольського фрукта, щоб позбавити Луффі вдачі, внаслідок чого він програє. Вона розкриває свій обман і вимагає, щоб пірати Солом’яного капелюха повернули гроші, які програли. Оскільки гроші були позичені у Ґран Тесоро, а пірати не можуть їх віддати, між ними та Баккарат, Тесоро й його підлеглими — Містером Танака та Дайсом — починається бійка. Пірати зазнають поразки, а Тесоро, який має здатність керувати золотом, захоплює Зоро в полон. Виявляється, що золотий пил, який осипав команду при вході до Ґран Тесоро, дозволяє Тезоро підкорювати собі всіх, хто ним покритий. Тесоро дає піратам Солом’яного капелюха час до півночі наступного дня, щоб ті повернули борг, інакше він страчить Зоро. Згодом на вулиці пірати зустрічають Каріну — давню знайому Намі, яка тепер працює на Тесоро.
Вони розробляють план разом із Каріною, щоб викрасти багатство Тесоро з сейфа в готелі, і дізнаються, що більшість мешканців міста поневолені Тесоро. Наступного дня пірати Солом’яного капелюха розділяються на дві команди та проникають у готель. Луффі та Френкі піднімаються по зовнішній стіні будівлі, щоб вимкнути систему спостереження, але їх захоплює охорона. Тесоро сковує руки Луффі золотом, а містер Танака скидає їх у Золоту В'язницю — велику печеру, повністю заповнену золотом.
Луффі та Френкі пробираються через систему труб до насосної кімнати з морською водою, яка здатна змити золото з тіла Луффі. Тим часом решта піратів Солом’яного капелюха разом із Каріною потайки проникають у кімнату, яку вважають скарбницею, але натомість опиняються на сцені — в пастці, влаштованій Тесоро. Тесоро повідомляє, що знає місцезнаходження Луффі та Френкі, і намагається втопити їх, затопивши кімнату морською водою. Потім він намагається страчити Зоро, але коли він намагається випустити рідке золото з фонтанів Ґран Тесоро, звідти несподівано витікає морська вода.
Пірати Солом’яного Капелюха розкривають, що всі ці події були частиною їхнього плану, аби випустити морську воду та звільнити всіх від контролю Тесоро. Громадяни Ґран Тесоро та ув’язнені піднімаються на повстання проти Тесоро та його підлеглих. У цей момент на Ґран Тесоро нападають сили морської піхоти.
Пірати Солом’яного капелюха перемагають Баккарат, Танаку та Дайса, а Луффі, використовуючи четвертий рівень передачі — Гір Четвертий, здолав Тесоро та відправив його прямісінько у флот морської піхоти, де його було заарештовано. Після цього Ґран Тесоро, здається, активує протокол самознищення. Каріна добровільно залишається, щоб відвести корабель подалі, поки всі інші евакуюються. Коли Солом’яні капелюхи відпливають, вони розуміють, що "самознищення" було лише зворотним відліком до запуску феєрверку, а Каріна тим часом викрала весь корабель. Поки морський флот переслідує піратів, Каріна відпливає на Ґран Тесоро в далечінь.

## Сприйняття

### Кінопрокат
Фільм зібрав 10,9 мільйона доларів у перший вікенд прокату в Японії. За перші чотири дні він заробив 1 516 450 600 єн від продажу 1 088 166 квитків. Станом на 16 серпня 2016 року його касові збори становили 35,6 мільйона доларів. На початку вересня 2016 року фільм зібрав понад 5 мільярдів єн (48,8 мільйона доларів) в Японії. До кінця 2016 року загальний прибуток стрічки в Японії склав 5,18 мільярда єн, що зробило її одним із п’яти найкасовіших вітчизняних фільмів року.
У Китаї фільм зібрав найбільшу суму за три дні (105,5 мільйона юанів) серед усіх японських фільмів 2016 року, аж до виходу фільму «Твоє ім'я». Загальні касові збори One Piece Film: Gold у Китаї склали 107 мільйонів юанів (16 103 544 долари). У Південній Кореї стрічка зібрала ₩1 710 761 100 (1 495 486 доларів), а в США та Канаді — 423 593 долари. Загальний світовий збір фільму становить приблизно 70,84 мільйона доларів.

### Думки критиків
На сайті агрегатора відгуків Rotten Tomatoes фільм має рейтинг схвалення 67% на основі 9 рецензій та середній рейтинг 6,2/10. На Metacritic фільм має середньозважену оцінку 43 зі 100, засновану на відгуках 4 критиків, що вказує на «змішані або середні відгуки».

## Нотатки
1. 1 2  One Piece: Film Gold
  - Японія  –  ¥5.18 млрд[16]
  - Китай –  CN¥107 мільйон[17]
  - Південна Корея  –   ₩1,710,761,100[18]
  - Північна Америка, Франція, Італія, Іспанія, Нова Зеландія, Нова Зеландія, Таїланд  –  $1,319,785[19]
  - Австралія  –  $91,294[20]
  - Тайвань  –  $210,000[21]